# Працомир
Працомир (пол. Pracomir) — польский дворянский герб.

## Описание
Щит рассечен. В правом лазоревом поле золотой ключ с бородкой, обращённой влево вверх, обвитый вокруг змеёй. В левом червлёном — под весами с двумя чашками — золотая пчела.
На щите дворянский коронованный шлем. Нашлемник: три страусовых пера. Намет на щите справа червлёный, подложенный серебром, слева лазоревый, подложенный золотом.

## Герб используют
Франц Кинел, г. Працомир, 29.04.1841 жалован дипломом на потомственное дворянское достоинство Царства Польского.